# Gioco del dizionario
Il gioco del dizionario è un gioco da tavolo di carta e matita per il quale è necessario un dizionario. Si richiede un minimo di 3 giocatori, ma l'ideale è giocarlo in gruppi numerosi. Oltre al dizionario, occorrono un foglio di carta e una penna o matita per ciascun giocatore.

## Il gioco
- I fase: il lettore cercherà una parola difficile utilizzando il dizionario e la comunicherà ai giocatori.
- II fase: ogni giocatore avrà tre minuti per scrivere su un foglietto una definizione verosimile di quella parola, mentre il lettore scriverà quella giusta, trascrivendola dal vocabolario in forma semplificata.
- III fase: i foglietti saranno consegnati al lettore. Il lettore li mischierà e leggerà le varie definizioni, senza dire nulla che possa far capire qual è la definizione giusta.
- IV fase: a questo punto ogni giocatore deve votare una definizione cercando di individuare quella del dizionario.

Chi avrà individuato la definizione esatta guadagnerà un punto.
Però si guadagnano anche tanti punti quanti sono i voti ottenuti dalla propria definizione.
Una parte fondamentale del gioco consiste quindi nello scrivere definizioni credibili perché ogni voto ricevuto per la definizione farà guadagnare un punto.
Ovviamente è vietato votare per la propria definizione.
Facciamo un esempio, il lettore sceglie la parola "Parascenio" e quando raccoglie i foglietti legge:
1. Antica misura persiana corrispondente a circa 6 km di lunghezza.
2. Copricapo di lana tipico dei pastori arabi.
3. Fortificazione medievale costituita da una griglia di ferro posta a protezione delle finestre.
4. Parte anteriore del palcoscenico.
5. Vasca di scolo per il pellame ascenio.

Quale definizione scegliereste?

## Il punteggio
Quando tutti i giocatori hanno scelto la definizione che reputano essere quella giusta, si procede al conteggio dei punti, come segue: 
- ogni giocatore che ha puntato sulla definizione vera guadagna un punto;
- ogni giocatore guadagna un punto extra per ciascun avversario che ha puntato sulla "sua" definizione.

Secondo un'altra versione del gioco, il punteggio è più articolato e si differenzia a seconda della situazione come segue: 
- 3 punti a chi azzecca la giusta definizione fin dal primo momento;
- 2 punti a chi indovina o riconosce la giusta definizione dopo la lettura di tutte le definizioni;
- 1 punto a chi rende plausibile la propria definizione errata ad altri (si riceve 1 punto per ciascun giocatore che ha scelto la propria definizione errata; ad eccezione di sé stessi, naturalmente).

Poiché il giocatore di turno non partecipa alle puntate e non può per quel giro guadagnare punti, una partita deve contare tanti turni quanti sono i giocatori che vi partecipano, oppure poi avere un numero di turni che sia un multiplo dei partecipanti (cioè, per finire, tutti i giocatori debbono avere avuto il dizionario lo stesso numero di volte).

## Curiosità
Parte della meccanica di questo gioco sta alla base di Dixit, Spiel des Jahres 2010.

Esiste anche una versione online chiamata Gioco Vocabolario, curata da DiLemmi e pubblicata da Zanichelli Editore. 
Esiste anche la versione rivisitata in formato "gioco da tavolo" intitolata DiLemmi, edita da Kaleidosgame.